# Melvin Mora (wielrenner)
Melvin Mora Garita (Cartago, 19 november 1990) is een Costa Ricaans wielrenner.

## Carrière
In 2017 droeg Mora, tijdens zijn derde deelname aan de Ronde van Costa Rica op rij, één dag de leiderstrui. In de tweede etappe nam hij de trui over van Efrén Santos, een dag later moest hij zijn trui weer afstaan aan Paulo Vargas. Eerder dat jaar was hij al op plek 21 geëindigd in de door Gabriel Marín gewonnen wegwedstrijd op het nationale kampioenschap. Eind januari 2018 werd bekend dat Mora tijdens de Ronde van Costa Rica positief had getest op Cera, waarna hij door de UCI een schorsing van vier jaar kreef opgelegd.